# Dipartimenti federali in Svizzera
In Svizzera i dipartimenti federali, insieme con la cancelleria federale, formano l'amministrazione federale. Ogni consigliere federale dirige un dipartimento.
| Dipartimento                                                                           | Sigla | Consigliere federale responsabile |
| -------------------------------------------------------------------------------------- | ----- | --------------------------------- |
| Dipartimento federale degli affari esteri                                              | DFAE  | Ignazio Cassis                    |
| Dipartimento federale dell'interno                                                     | DFI   | Elisabeth Baume-Schneider         |
| Dipartimento federale di giustizia e polizia                                           | DFGP  | Beat Jans                         |
| Dipartimento federale della difesa, della protezione della popolazione e dello sport   | DDPS  | Martin Pfister                    |
| Dipartimento federale delle finanze                                                    | DFF   | Karin Keller-Sutter               |
| Dipartimento federale dell'economia, della formazione e della ricerca                  | DEFR  | Guy Parmelin                      |
| Dipartimento federale dell'ambiente, dei trasporti, dell'energia e delle comunicazioni | DATEC | Albert Rösti                      |